# Дреновени
Дрено̀вени (изписване до 1945 година: Дрѣновени; на гръцки: Κρανιώνας, Кранионас, до 1926 година Δρανοβαίνη, Драновени) е село в Егейска Македония, Гърция, в дем Костур, област Западна Македония.

## География
Селото отстои на 15 километра северозападно от демовия център Костур, в областта Кореща (Корестия) и на 1 километър източно от новото селище Кореща (Неос Икисмос). Селото се разделя на две махали – Долно и Горно Дреновени – на гръцки Κάτω Κρανιώνας или само Κρανιώνας и Άνω Κρανιώνας. Горно Дреновени е в полите Шестеовската бука.
Църквата в Горно Дреновени се казва „Света Петка“, а в Долно – „Свети Димитър“. По пътя към Чърновища северно от Горно Дреновени има параклис „Света Петка“, в който според селяните има чудотворна икона на Света Петка.
Южно от Горната махала има малка каменна църква „Свети Георги“, наричана от дреновчени Манастирчето. Според селска легенда на мястото на „Свети Георги“ в миналото е имало голям манастир, унищожен по времето на османското завоевание. Съборът на селото в миналото е на Гергьовден.

## История

### В Османската империя
Горно Дреновени е основано от жители на околните селища в края на XVIII век. Горно Дреновени е формирано от жителите на Берик, Багран и Грамос, а Долно – от Дробаците, Лънго, Крашов трап и Старите лозя. Селото първоначално е било разположено в местността Лабана, по-късно се мести на мястото на Горно Дреновени, а последно е заселено Долно Дреновени. Ла̀бана се намира да два часа път пеша на юг от днешното село, на височините, отделящи Кореща от Пополе. Изследователят на селото Лабро Королов предполага, че преместването на новото място се осъществява след установяването на реда, последвало периода на османското завладяване на региона.
Смята се, че първоначално името на селото е Дреново, а от ХVІ век се нарича Дреновени. В османски данъчен регистър от 1530 година е отбелязано като село с 49 семейства. В Дреновени има и избягали от съседното Жервени при помюсюлманчването на селото. Фамилията на жервенския поп Милош  се заселва от Жервени в Долно Дреновени около 1800 година и поп Милош става родоначалник на големия род Лова̀чови. Фамилиите Миови и Яневци пък са от Яновени.
През 1864 година е построена църквата „Света Петка“ в Горно Дреновени.
Александър Синве ("Les Grecs de l’Empire Ottoman. Etude Statistique et Ethnographique"), който се основава на гръцки данни, в 1878 година пише, че в Дреновени (Drènovèni) живеят 1200 гърци.
В „Етнография на вилаетите Адрианопол, Монастир и Салоника“, издадена в Константинопол в 1878 година и отразяваща статистиката на населението от 1873 г., Дреновени (Drénovéni) е посочено като село със 125 домакинства и 125 жители мюсюлмани и 350 жители българи.
Според статистиката на Васил Кънчов („Македония. Етнография и статистика“) в 1900 година Дреновени има 650 жители българи християни.
На Етнографската карта на Битолския вилает на Картографския институт в София от 1901 година Горно Дреновени е чисто българско село в Костурската каза на Корчанския санджак с 68 къщи, а Долно Дреновени също е чисто българско с 45 къщи.
В 1883 година в Дреновени е открито българско училище. Пръв учител през учебната 1883 – 1884 година е Янаки Трендов. Жителите на Дреновени активно участват в съпротивата на ВМОРО срещу османската власт. По време на Илинденско-Преображенското въстание и двете махали са на няколко пъти опожарявани от турски аскер. В Горно Дреновени изгарят 55 къщи от общо 65 и има 8 убити – Наки Г. Королов (на 73 години), поп Яний (75), Глигор Петрески (73), Геле Меанчеви (65), Лазо Сотиров (45), Кърсто Калчов (57), Лазо Перелка (76), Стасо Петрески (62). В Долно Дреновени изгарят 26 къщи от 30 и има един убит – Нумо Гувелов на 55 години. Според друг източник от общо 110 къщи са изгорени 101. Петима четници от Дреновени загиват през въстанието. Това са Димитър Д. Каролев, Лексо Р. Лексовски, Яни Д. Фотев, Малий Гилев и Георги Р. Пeрелов. Българският свещеник в селото поп Яни отказва на искането на владиката Герман Каравангелис да се обяви за грък и е убит.
[Дрѣновени] биде нападнато отъ костурскитѣ войски, които, дѣто минаваха, убиваха и всичко обръщаха на прахъ и пепель. А Поздивища, ако и толкова близо, но въ него по скоро навлѣзоха войски отъ Леринъ, които не опожариха ни едно село. Между тѣхъ имаше и едно отдѣленйе кавалеристи... Когато чухме силни и чести гърмежи отъ къмъ Жервени, ние се събрахме въ срѣдъ село и рѣшихме да бѣгаме. Едни се изкачиха тукъ на планината надъ селото, а други се спуснахме да стигнемъ срѣщната планина надъ Поздивища. Но кавалерията залови нѣкои наши съселяни, въ това число и стария ни свещени къ, и ги откара при командантина на леринскитѣ войски, който бѣше стигналъ до селото Габрешъ. Той ги повърна съ сѫщата кавалерия, за да се прѣдадатъ на войскитѣ, които подпалваха нашето село. Ето кѫдѣ е гората, всичко отъ горѣ можеше да се види, продължи бай Димо. Ние гледахме, какъ 10-тѣ души наши съселяни се прѣдадоха на единъ офицеринъ при селската мера. Той ги нареди единъ до другъ съ лице обърнато къмъ него. Начело бѣ поставенъ свещеникътъ. Единъ зводъ войска застана отъ страни и взе да се прицѣлва на жертвитѣ. Офицеринътъ избърбори нѣщо съ високъ гласъ. Жертвитѣ стоеха неподвижни. Офицеринътъ повтори. На третия пжть чу се общъ залпъ отъ двѣ страни. Всички 10 души паднаха мъртви на земята. Но скоро бурята мина. Войскитѣ, каквото можеха, грабнаха, подпалиха всички кѫщи и си заминаха. Нѣкои селяни още вечерьта се завърнаха въ селото и спасиха кѫщитѣ си.
През ноември 1903 година българският владика Григорий Пелагонийски, придружаван от Наум Темчев и Търпо Поповски, пристигат в Дреновени и раздават помощи на пострадалото при потушаването на Илинденското въстание население. Според Темчев след потушаването на въстанието от общо 110 къщи неизгорени остават 3 в горната махала и 6 в долната, както и църквите и училището. Селяните живеят в колиби, покрити със слама.
В 1903 година цялото население на Дреновени минава под върховенството на Българската екзархия. По данни на секретаря на екзархията Димитър Мишев („La Macédoine et sa Population Chrétienne“) в 1905 година в Горно Дреновени има 544 българи екзархисти, а в Долно Дреновени 360 българи екзархисти, като и в двете махали работят български училища.
Гръцка статистика от 1905 година представя селото като чисто българско с 577 жители българи. Според Георги Константинов Бистрицки Горно и Долно Дреновени преди Балканската война имат 185 български къщи.
На 13 август 1907 година край Дреновени се води голямо сражение между четата на Пандо Кляшев и турски аскер, в което загиват войводата и цялата му чета. В близост местното население строи гробница за 15-те загинали.
При избухването на Балканската война в 1912 година 11 души от Дреновени са доброволци в Македоно-одринското опълчение.
В 1915 година костурчанинът учител Георги Райков пише:
| „ | 3/4 ч. на югоизток от с. Габреш, на левия бряг на Костурското дефиле, на едно равно място е разположено с. Дреновени. През средата му минава една река, която извира от Бигла планина и го разделя на две части: едната се нарича Полето, а другата Осоя. Населението на това село е българско и си говорят на матерния си български язик. За духовен началник си признаваха Българския Екзарх Йосиф I. Имаха си български църкви, свещеници, училище и учители от селото си: Стоян Василев Хаджиев и Киро Яп. Корола. Това беше по времето, когато в Костур архиерейски наместник беше поп Търпо Поповски от с. Косинец. | “ |

На етническата карта на Костурското братство в София от 1940 година, към 1912 година Горно и Долно Дрѣновени са обозначени като български селища.

### В Гърция
През войната селото е окупирано от гръцки части и след Междусъюзническата война в 1913 година остава в Гърция. Българското училище е затворено и последните двама български учители дреновчените Киро Королов, който е и селският войвода на ВМОРО, и Илия Григоров след жесток побой са принудени да емигрират – Королов във Варна, а Григоров в Детройт, САЩ. Последните български свещеници в селото дреновчените отец Георги Динев и отец Тома също бягат в България.
Боривое Милоевич пише в 1921 година („Южна Македония“), че Дреновени има 150 къщи славяни християни.
След края на Първата световна война селото е засегнато от т.нар. испанска болест. Един от преживелите я си спомня:
| „ | И днес като че ли чувам зловещия погребален звън на селската камбана, която биеше по два-три и повече пъти на ден за жертвите на „испанската болест“. Малко хора останаха незасегнати от тази болест. | “ |

В 1927 година селото е прекръстено на Кранионас. Между 1914 и 1919 година 15 души от Дреновени подават официално документи за емиграция в България. В селото има 15 политически убийства. Емиграцията към България между войните е значително по-голяма. Според Симовски 63 души от двете махали се изселват в България. В 1932 година се регистрирани 110 българофонски семейства, 107 от които с изявено „славянско съзнание“. През Втората световна война селото пострадва от италианските наказателни отряди. През 1943 година, вследствие на лоша реколта и на политиката на гръцката администрация, в селото настъпва глад, който е преодолян с помощта на дарение от царевица, предоставено от България.
По време на Гръцката гражданска война 91 деца от Дреновени са изведени от селото от комунистическите части като деца бежанци. Горно Дреновени дава 23 души жергви във войната, а Долно – 21.
След войната започва масова емиграция отвъд океана в Австралия, САЩ и Канада. Най-голямата колония на потомци на дреновчени е в Торонто, Канада, а по-малки групи има в Детройт, Гранит Сити, Австралия, Скопие, Варна и Бургас.
| Име                                 | Име        | Ново име  | Ново име  | Описание                                                          |
| ----------------------------------- | ---------- | --------- | --------- | ----------------------------------------------------------------- |
| Лавденица                           | Λάβδενιτς  | Латомия   | Λατομεία  | връх в Дъмбенската планина (955 m), ЮЗ от Дреновени и Ю от Габреш |
| Биковик (Бу̀ковик, Бу̀ката шестѐвска) | Μπικοβίκ   | Литария   | Λιθάρια   | връх във Вич (1504 m), СЗ над Шестеово и ЮИ над Дреновени         |
| Папасково                           | Παπάσκοβον | Циопелос  | Τσιόπελος | връх във Вич (1200 m), Ю от Дреновени (Кранионас)                 |
| Бистрица                            | Μπίστριτσα | Мала Рема | Μελᾶ Ρέμα | долното течение на Дреновската река                               |

### Преброявания
Дреновени
| Година    | 1913 | 1920 | 1928 | 1940 | 1951 | 1961 | 1971 | 1981 | 1991 | 2001 | 2011 | 2021 |
| --------- | ---- | ---- | ---- | ---- | ---- | ---- | ---- | ---- | ---- | ---- | ---- | ---- |
| Население | 810  | 723  |      |      |      |      |      |      |      |      |      |      |

Горно Дреновени
| Година    | 1913 | 1920 | 1928 | 1940 | 1951 | 1961 | 1971 | 1981 | 1991 | 2001 | 2011 | 2021 |
| --------- | ---- | ---- | ---- | ---- | ---- | ---- | ---- | ---- | ---- | ---- | ---- | ---- |
| Население |      |      | 278  | 230  | 107  | 49   | 50   | 38   |      |      |      |      |

Долно Дреновени
| Година    | 1913 | 1920 | 1928 | 1940 | 1951 | 1961 | 1971 | 1981 | 1991 | 2001 | 2011 | 2021 |
| --------- | ---- | ---- | ---- | ---- | ---- | ---- | ---- | ---- | ---- | ---- | ---- | ---- |
| Население |      |      | 472  | 472  | 317  | 145  | 82   | 85   | 68   | 9    | 5    | 2    |

## Личности
Сред най-известните жители на Дреновени са дейците на ВМОРО Лука Диманов (? – 1944), Киро Королов (около 1866 – ?), който също е и просветен деец, както и българският дипломат и журналист Коста Ламбрев (1911 – 2000) и емигрантският деец в Канада Лазо Королов (1905 – 2002). Неговият син, по произход от Дреновени, е езиковедът Лабро Королов (р. 1951), активист на Македонската патриотична организация.